# Kanton Brive-la-Gaillarde-Sud-Est
Brive-la-Gaillarde-Sud-Est is een voormalig kanton van het Franse departement Corrèze. Het kanton maakte deel uit van het arrondissement Brive-la-Gaillarde. Het werd opgeheven bij decreet van 24 februari 2014, met uitwerking op 22 maart 2015.

## Gemeenten
Het kanton omvatte de volgende gemeenten:
- Brive-la-Gaillarde (deels, hoofdplaats)
- Cosnac